# 中島みゆき PRESENTS BEST SELECTION 16
『中島みゆき PRESENTS BEST SELECTION 16』（なかじまみゆき プレゼンツ ベスト セレクション 16）は、1989年3月21日に発売された中島みゆきのベスト・アルバムである。

## 解説
- 1992年4月1日にはこのアルバムの続編とも言える『中島みゆき BEST SELECTION II』が発売された。
- 1996年にリリースされたベストアルバム『大吟醸』発売に伴い廃盤となった為、現在は入手困難となっている[1]。

## 収録曲
全作詞・作曲：中島みゆき
1. ひとり上手
編曲：萩田光雄
9thシングル。シングルバージョンでの収録。
2. 横恋慕
編曲：船山基紀
13thシングル。
3. 誘惑
編曲：船山基紀
12thシングル。
4. 悪女
編曲：船山基紀
11thシングル。シングルバージョンでの収録。
5. あの娘
編曲：井上堯之
14thシングル。
6. 見返り美人
編曲：萩田光雄
19thシングル。シングルバージョンでの収録。
7. 土用波
編曲：椎名和夫
15thアルバム「中島みゆき」収録。
8. あたいの夏休み
編曲：後藤次利
18thシングル。シングルバージョンでの収録。
9. わかれうた
編曲：福井峻・吉野金次
5thシングル。
10. ホームにて
編曲：福井峻
3rdアルバム「あ・り・が・と・う」収録。
11. かもめはかもめ
編曲：クニ河内
12thアルバム「御色なおし」収録。1977年研ナオコの提供曲。
12. 月の赤ん坊
編曲：倉田信雄
13thアルバム「miss M.」収録。
13. ミュージシャン
編曲：椎名和夫
15thアルバム「中島みゆき」収録。
14. あした天気になれ
編曲：星勝
10thシングル。
15. アザミ嬢のララバイ
編曲：船山基紀
1stシングル。シングルバージョンでの収録。以前のものと違い、イントロの頭出しが不自然でない（CDの存在自体が発展途上だった以前にデジタライズされた本曲は、ヒスノイズを取り除く技術が原始的な [カットする] 以外に選択肢がなかったため、極端な頭出しだったため、出だしの音がよれて聴こえる）。
16. 時代
編曲：船山基紀
2ndシングル。シングルバージョンでの収録。